# Василис Цијартас
Василис Цијартас (грч. Βασίλης Τσιάρτας; 12. новембар 1972) бивши је грчки фудбалер.

## Каријера
Играо је на позицији офанзивног везног играча. Започео је каријеру у локалном клубу АЕ Алекандрис да би након тога наставио да игра за Наосу. Године 1993. постао је члан АЕК из Атине. Са клубом 1993. и 1994. био је шампион Грчке, а 1996. је освојио куп. Играјући у клубу као офанзивни везни играч у сезони 1995/96. био је најбољи стрелац шампионата.
Одличне утакмице у грчком првенству омогућиле су трансфер Цијартаса у шпанску Севиљу. Тамо је био капитен тима и његов веома важан играч.
После четири године проведене у Шпанији, Цијартас се вратио у АЕК 2000. године. Са клубом је 2002. године освојио Куп Грчке и 2004. године отишао је у Келн. У немачком клубу играо је мало и након једне сезоне потписао је за Етникос где је завршио каријеру. У својој целој каријери није добио ниједан црвени картон.
У 70 наступа за репрезентацију Грчке, постигао је 12 голова, од којих је 5 било из пенала. Био је члан репрезентације Грчке која је освојила Европско првенство 2004. године.

## Трофеји
- Европско првенство: 2004.